# La Prière à la mosquée
La prière à la mosquée est une peinture réalisée vers 1871 par l'artiste français Jean-Léon Gérôme. réalisée à la peinture à l'huile sur toile, le tableau représente l'intérieur d'une mosquée égyptienne dans laquelle des fidèles prient. La peinture, typiquement orientaliste, est conservée dans la collection du Metropolitan Museum of Art de New York,.